# Crepidomanes brevipes
Espèce
Répartition géographique
Crepidomanes brevipes est une fougère de la famille des Hyménophyllacées.

## Description[1]
Le rhizome de cette espèce, long, est abondamment couvert de poils brun-sombre.
Les fondes sont assez régulièrement espacées d'environ un centimètre. Le pétiole est très court, particularité à l'origine de l'épithète spécifique. Le limbe des frondes, de moins de deux centimètres de long sur moins de un centimètre de large, est divisé deux fois. Il comporte de nombreuses fausses nervures.
Le sore est tubulaire, légèrement bilabié, avec une très longue columelle, du double de la taille de l'indusie.

## Distribution
Cette espèce se trouve aux Philippines et Bornéo, en Nouvelle-Guinée, en Thaïlande, au Myanmar et en Micronésie.
Elle est principalement épiphyte  des forêts tropicales humides.

## Historique et position taxinomique
En 1843, Karel Bořivoj Presl décrit une première fois cette espèce à partir d'un exemplaire collecté à Luzon aux Philippines par Hugh Cuming dans le genre Didymoglossum : Didymoglossum brevipes C.Presl.
En 1861, Roelof Benjamin van den Bosch décrit un exemplaire issu de l'expédition Wilkes sous le nom de Didymoglossum anomalum.
En 1867, John Gilbert Baker la déplace dans le genre Tichomanes : Trichomanes brevipes (C.Presl) Baker. Il établit aussi la synonymie avec Trichomanes melanorhizon Hook.
En 1938, Edwin Bingham Copeland la déplace dans le genre Crepidomanes : Crepdidomanes brevipes (C.Presl) Copel..
En 1968, Conrad Vernon Morton la place dans la section Crepidomanes du sous-genre Trichomanes du genre Trichomanes.
Enfin, en 2066, Atsushi Ebihara, Jean-Yves Dubuisson, Kunio Iwatsuki, Sabine Hennequin et Motomi Ito, dans leur travail de révision des Hyménophyllacées, confirment la position de Copeland en la maintenant dans le genre Crepidomanes de Karel Bořivoj Presl, et la placent dans le sous-genre Crepidomanes, section Crepidomanes.
Crepidomanes brevipes appartient au sous-genre Crepidomanes, section Crepidomanes.
Cette espèce compte donc les synonymes suivants :
- Didymoglossum anomalum Bosch (synonymie établie par Copeland)
- Didymoglossum brevipes C.Presl
- Trichomanes brevipes (C.Presl) Baker
- Trichomanes melanorhizon Hook..

Carl Frederik Albert Christensen ainsi que le Prince Roland Bonaparte font de cette espèce un synonyme de Trichomanes bilabiatum Nees & Blume : les deux espèces sont différenciées tant par Edwin Bingham Copeland, par Conrad Vernon Morton que par Rodolfo Emilio Giuseppe Pichi-Sermolli (en référence).